# Campeonato Africano de Atletismo de 2010 - Salto triplo feminino
A prova do salto triplo feminino do Campeonato Africano de Atletismo de 2010 foi disputada no dia 1 de agosto de 2010 em Nairóbi,  no Quênia. 

## Recordes
Antes desta competição, os recordes mundiais e do campeonato nesta prova eram os seguintes:
|                       | Nome                   | Nacionalidade | Distância | Local      | Data                 |
| --------------------- | ---------------------- | ------------- | --------- | ---------- | -------------------- |
| Recorde mundial       | Inessa Kravets         | Ucrânia       | 15m 50cm  | Gotemburgo | 10 de agosto de 1995 |
| Recorde do campeonato | Françoise Mbango Etone | Camarões      | 14m 95cm  | Tunes      | 7 de agosto de 2002  |
| Recorde africano      | Françoise Mbango Etone | Camarões      | 15m 39cm  | Pequim     | 17 de agosto de 2008 |

## Medalhistas
| Ouro                | Prata                | Bronze               |
| Sarah Nambawa (UGA) | Nkiruka Domike (NGR) | Otonye Iworima (NGR) |

## Cronograma
Todos os horários são locais (UTC+3).
| Data        | Hora  | Evento |
| ----------- | ----- | ------ |
| 1 de agosto | 14:20 | Final  |

## Resultado final
| Posição           | Atleta                 | Nacionalidade  | #1    | #2    | #3    | #4    | #5    | #6    | Resultados | Notas                |
| ----------------- | ---------------------- | -------------- | ----- | ----- | ----- | ----- | ----- | ----- | ---------- | -------------------- |
| Medalha de ouro   | Sarah Nambawa          | Uganda         | 13.33 | 13.95 | –     | –     | –     | –     | 13.95      | Recorde nacional     |
| Medalha de prata  | Nkiruka Domike         | Nigéria        | 13.45 | X     | X     | 13.60 | X     | 13.71 | 13.71      | Recorde da temporada |
| Medalha de bronze | Otonye Iworima         | Nigéria        | X     | 13.50 | 13.27 | 13.33 | 13.57 | 13.65 | 13.65      | Recorde da temporada |
| 4                 | Baya Rahouli           | Argélia        | 13.21 | 13.00 | 13.38 | X     | 13.34 | 13.64 | 13.64      |                      |
| 5                 | Worokia Sanou          | Burquina Fasso | X     | 12.74 | 13.40 | 12.79 | X     | X     | 13.40      | Recorde pessoal      |
| 6                 | Jamaa Chnaik           | Marrocos       | 12.86 | 13.30 | 13.19 | 13.29 | 13.38 | X     | 13.38      |                      |
| 7                 | Blessing Ibrahim       | Nigéria        | 13.30 | 12.68 | 13.07 | 12.95 | 12.66 | 12.96 | 13.30      | Recorde da temporada |
| 8                 | Rapitsara Volazandry   | Madagáscar     | 12.77 | 12.97 | 12.85 | 12.56 | 12.91 | 12.54 | 12.97      |                      |
| 9                 | Cindy Peters           | África do Sul  | X     | 12.76 | 12.77 |       |       |       | 12.77      |                      |
| 10                | Sandrine Mbumi         | Camarões       | 12.67 | X     | 12.52 |       |       |       | 12.67      |                      |
| 11                | Janet Boniface         | Seicheles      | 11.93 | 11.67 | 11.68 |       |       |       | 11.93      |                      |
| 12                | Margaret Indany        | Quênia         | 11.27 | X     | X     |       |       |       | 11.27      |                      |
| 13                | Netsanet Haddis        | Etiópia        | X     | 11.11 | X     |       |       |       | 11.11      |                      |
| 98 !              | Elzeba Kemboi          | Quênia         | X     | X     | X     |       |       |       | NM         |                      |
| 98 !              | Gladys Musyoki         | Quênia         | X     | X     | X     |       |       |       | NM         |                      |
| 98 !              | Zeiba Zeine            | Etiópia        | X     | X     | X     |       |       |       | NM         |                      |
| 99 !              | Françoise Mbango Etone | Camarões       |       |       |       |       |       |       | DNS        |                      |

Legenda
| Recorde mundial       | Recorde mundial (World record)               |                       | Recorde africano                      | Recorde africano (African) |                                           | Q | Classificado por posição (Qualified) |
| Recorde do campeonato | Recorde do campeonato (Championship record)  | Recorde da América    | Recorde da América (Americas)         | q                          | Classificado por melhor tempo (Qualified) |   |                                      |
| Melhor marca do ano   | Melhor marca do ano (World leading)          | Recorde asiático      | Recorde asiático (Asian)              | DNS                        | Não largou (Did not start)                |   |                                      |
| Recorde nacional      | Recorde nacional (National record)           | Recorde europeu       | Recorde europeu (European)            | DNF                        | Não terminou (Did not finish)             |   |                                      |
| Recorde pessoal       | Recorde pessoal do atleta (Personal best)    | Recorde da Oceania    | Recorde da Oceania (Oceania)          | DSQ / DQ                   | Desclassificado (Disqualified)            |   |                                      |
| Recorde da temporada  | Recorde da temporada do atleta (Season best) | Recorde sul-americano | Recorde sul-americano (South America) | NM                         | Sem marca (No mark)                       |   |                                      |